# میچیو هوشینو
میچیو هوشینو (به ژاپنی: 星野 道夫 Hoshino Michio) عکاس معروف ژاپنی، متولد ۲۷ سپتامبر ۱۹۵۷ بود که در ۸ اگوست سال ۱۹۹۶ در سفری به جزیره کوریلسکوی روسیه توسط یک خرس قهوه ای کشته شد. علاقه اصلی میچیو تصویربرداری از طبیعت و تخصص او تصویربرداری از حیات وحش آلاسکا بود.